# Ferdinand Anton Langguth Oliviera
Ferdinand Anton Langguth Oliviera (Paramaribo, 13 november 1900 – Heelsum, 16 mei 1993) was een Surinaams landbouwkundige en politicus.

## Loopbaan
Hij studeerde in Nederland aan de Landbouwhogeschool Wageningen waar hij op 23 september 1923 slaagde voor het ingenieursexamen koloniale bosbouw. Later ging hij met zijn gezin naar Nederlands-Indië waar ir. Langguth Oliviera adviseur was van de regering met betrekking tot rubber. Tijdens de Tweede Wereldoorlog werd hij samen met zijn vrouw en 2 kinderen opgesloten in het jappenkamp Kramat. 
Na de oorlog werd hij naar Suriname gezonden door de Stichting ter bevordering van de Machinale Landbouw in Suriname (SML). In Suriname hield hij zich bezig met het ontwerp van het Lelydorpplan waarover hij in 1950 samen met Rudie van Lier het boekje schreef Lelydorpplan. Het plan kreeg geld uit het Welvaartsfonds Suriname dat in 1947 was ingesteld door de Nederlandse regering voor de ontwikkeling van Suriname. Het doel van het plan was te onderzoeken of het mogelijk was relatief onvruchtbare gebieden te kunnen gebruiken voor landbouwdoeleinden. Voor de uitvoering van dit experimentele landbouwproject bij Lelydorp en een soortgelijk project bij Slootwijk werd de SML ingeschakeld.
Van 1951 tot 1955 was hij landsminister van Landbouw, Veeteelt en Visserij tijdens de kabinetten Drielsma/Buiskool en Alberga/Currie. In mei 1954 werd hij daarnaast landsminister van Openbare Werken en Verkeer. Eind december 1954 maakte hij bekend zijn functies te willen neerleggen in verband met twee kort daarvoor door de Staten van Suriname aangenomen amendementen ter aanpassing van de kiesdistricten. Die wijzigingen pakte behoorlijk ongunstig uit voor de Hindoestanen. Op verzoek bleef hij nog enkele weken langer aan en diende hij zijn ontslag pas begin 1955 in. Om diezelfde reden diende ook minister Julius Curiël van Economische Zaken in diezelfde periode zijn ontslag in.
Ferdinand Anton Langguth Oliviera overleed in 1993 op 92-jarige leeftijd.